# Borough United Football Club
El Borough United Football Club fou un club de futbol gal·lès de la ciutat de Llandudno Junction.

## Història
El club va ser format l'any 1952 per la fusió dels clubs Llandudno Junction i Conwy Borough. El club guanyà la Welsh League North les temporades 1958-59 i 1962-63. Aquesta darrera temporada també guanyà la Copa nacional, després de derrotar els clubs Rhyl, Denbigh Town, els campions Bangor City i Hereford United enfrontant-se a la final amb Newport County (2-1, 0-0). Com a conseqüència, la temporada següent participà en la Recopa d'Europa. En aquesta competició eliminà el club maltès Sliema Wanderers, però fou eliminat pel ŠK Slovan Bratislava. L'any 1969 va desaparèixer.

## Palmarès
- Copa gal·lesa de futbol: 
  - 1962-63

- North Wales League: 
  - 1958-59, 1962-63

- North Wales Coast Challenge Cup: 
  - 1963, 1964

- Cookson Cup: 
  - 1963